# سيدريك أومواجي
سيدريك أومواجي (بالإنجليزية: Cedric Omoigui)‏ (11 نوفمبر 1994 ببنين في نيجيريا - ) هو لاعب كرة قدم نيجيري في مركز الهجوم. لعب مع ريال مايوركا ب وريال مايوركا وفالنسيا ميستايا.

## روابط خارجية
- سيدريك أومواجي على موقع قاعدة بيانات كرة القدم.إي يو (الإنجليزية)
- سيدريك أومواجي على موقع Soccerway.com (الإنجليزية)
- سيدريك أومواجي على موقع AS.com (الإسبانية)